# Tempovision
Albums de Étienne de Crécy
Super Discount
(1996) Tempovision Remixes
(2002)
Tempovision est un album de House d'Étienne de Crécy sorti en 2000. Lors de sa sortie, c'était le premier des acteurs majeurs de la French touch (Daft Punk, Air...) à sortir son deuxième album. Quatre singles en ont été extraits : Am I Wrong, 3 Day Week-End, Scratched et Tempovision.

## Liste des morceaux
| 1.    | Intronection       | 0:53  |
| 2.    | Relax              | 3:58  |
| 3.    | Out Of My Hands    | 5:25  |
| 4.    | Am I Wrong         | 3:51  |
| 5.    | Noname             | 4:51  |
| 6.    | When Jack Met Jill | 5:36  |
| 7.    | Tempovision        | 6:18  |
| 8.    | Scratched          | 4:03  |
| 9.    | 3 Day Week End     | 6:43  |
| 10.   | Rhythm & Beat      | 4:32  |
| 11.   | Hold The Line      | 14:00 |
| 60:10 |                    |       |

Belita Woods chante sur les morceaux : Relax, When Jack Met Jill, Tempovision et Scratched.
L'édition vinyle ne comprend pas Intronection, rajoute le titre Missing avant Hold the Line et comprend du silence entre chaque titre.

## Samples
- Out Of My Hands contient des extraits de I Don't Want To Do Wrong par Esther Phillips.
- Am I Wrong contient des extraits de (If loving You Is Wrong) I on't Want To Be Right par Millie Jackson.
- Tempovision contient des extraits de From A Whisper To A Scream par Esther Phillips et de To Lay Down Beside You par Esther Phillips.
- Hold The Line contient des extraits de From A Whisper To A Scream par Esther Phillips.
- 3 Day Week End contient des extraits de What Went Wrong Last Night par Millie Jackson.